# Malmö Pilots
Malmö Pilots, även Malmö BSK, är en baseboll- och softbollklubb i Malmö. Namnet åsyftar Bulltoftas nedlagda flygplats - klubben bildades på Bulltofta 1980.
Namnet kommer från att Malmö basebollklubb och Bulltofta (pilots) basebollklubb slogs ihop 1988.
Klubben är idag fortfarande aktiv och har sin verksamhet på Limhamnsfältet i Malmö.
Mer information finns på deras hemsida 